# Comité Olímpico Nacional de la República de Azerbaiyán
El Comité Olímpico Nacional de la República de Azerbaiyán (en azerí: Azərbaycan Respublikası Milli Olimpiya Komitəsi, AZMOK) es una organización pública independiente. La carta de la organización está reconocida por Comité Olímpico Internacional en el año 1993. La organización representa el país en los Juegos Olímpicos. Actúa en la base de la Carta Olímpica y también la Ley de la República de Azerbaiyán sobre empresas y organizaciones públicas. El Presidente de Azerbaiyán, Ilham Aliyev  es el presidente del comité desde 1997.

## Información general
El Comité Olímpico Nacional de Azerbaiyán fue establecido en 1992 y reconocido por el Comité Olímpico Internacional en 1993.
Por primera vez Azerbaiyán participó en las Olímpiadas como un estado independiente en 1996 y desde entonces envía los deportistas a todas las Olímpiadas.
Anterior los atletas de Azerbaiyán compitieron en las Olímpiadas en el equipo de la Unión Soviética de 1952 a 1988, pero después de la disolución de la Unión Soviética, Azerbaiyán fue parte del Equipo Unificado en los Juegos Olímpicos desde 1992.
Los deportistas de Azerbaiyán ganaron, en suma, dieciséis medallas en los Juegos Olímpicos de Verano en lucha grecorromana, tiro deportivo, boxeo y judo. En los Juegos Olímpicos de Invierno los deportistas de Azerbaiyán no podrían ganar la medalla.
Çingiz Hüseynzadə – el vicepresidente del Comité Olímpico Nacional de Azerbaiyán fue elegido a afiliación de "Comisión de Preparación para las Olimpiadas" y Ağacan Abiyev – el Secretario General a la Comisión de “Afiliación Técnica” en la XXVII Asamblea General del Comités Olímpicos Europeos.

## Objetivo principal
El objetivo principal del Comité Olímpico Nacional de Azerbaiyán es desarrollo y defensa del movimiento Olímpico en Azerbaiyán en la base de la Carta Olímpica.

## Jefatura del Comité Olímpico Nacional de Azerbaiyán
1. Presidente – Ilham Aliyev
2. Vicepresidente – Chingiz Huseynzada
3. Vicepresidente – Azad Rahimov
4. Vicepresidente – Xazar Isayev
5. Secretario General Adjunto – Aghajan Abiyev

## Estructura
- Presidente
- Comité ejecutivo (incluye 17 personas)
- Asamblea General (incluye 133 personas)